# 나탈리 바이
나탈리 바이(프랑스어: Nathalie Baye, 1948년 7월 6일 ~ )는 프랑스의 배우이다.

## 출연 작품

### 영화
- 두 사람 (1973)
- 아메리카의 밤 (1973)
- 더 라스트 우먼 (1976)
- 여자들을 사랑한 남자 (1977)
- 녹색 방 (1978)
- 인생 (1980)
- 7일간의 외출 (1980, Une semaine de vacances)
- 스트레인지 어페어 (1981, Une étrange affaire)
- 마틴 기어의 귀향 (1982)
- La Balance (1982)
- 우리들의 이야기 (1984, Notre histoire)
- 탐정 (1985)
- And the Band Played On (1993)
- 비너스 보떼 (1999)
- 포르노그래픽 어페어 (1999)
- 캐치 미 이프 유 캔 (2002)
- 악의 꽃 (2003)
- 신참 경찰 (2005, Le Petit Lieutenant)
- 텔 노 원 (2006)
- 앤트 불리 (2006) - 목소리
- 뷰티풀 라이즈 (2010)
- 로렌스 애니웨이 (2012)
- 단지 세상의 끝 (2016)
- 알리바이 닷 컴 (2017)
- 더 가디언즈 (2017, Les gardiennes)
- 다운튼 애비 2 (2022, Downton Abbey: A New Era)

### 텔레비전
- 연예인 매니저로 살아남기 (2015)